# Luftspejling
En luftspejling er et optisk fænomen hvor lysstråler afbøjes og formidler et mere eller mindre forvrænget billede af fjerne objekter. Som i et spejl viser luftspejlingen et billede af noget, som er et andet sted. Men princippet bag er refraktion og ikke refleksion.
En luftspejling er ikke en optisk illusion. Det er et virkeligt fænomen og man kan tage billeder af det.

## Årsag
Kold luft har større massefylde end varm luft og har derfor en større brydningsindeks. Når lys bevæger sig fra koldere til varmere luft bøjes det af væk fra temperaturgradienten («normalen» i figuren til højre), når det bevæger sig fra varmere til koldere bøjes det mod gradienten. Hvis luften nær bakken er varmere end luften højere oppe afbøjer lysstrålerne sig i en konkav opadvendt bane. Når strålerne rammer vores øje opfattes strålen som om de kommer lige forfra, selv om de i realiteten kommer ovenfra. Resultatet bliver da en nedre luftspejling, hvor det ser ud som om himlen ligger nede på bakken. For en som ser på dette, kan det se ud som om det er vand som reflekterer himlen ovenover. Lignende luftspejlinger kan blandt andet ses på glovarme veje belagt med asfalt – eller i ørkenen.
Hvis luften ved bakken er koldere end luften over, vil lysbrydningen være nedadbøjet og resultatet vil være en øvre luftspejling (også kaldet fatamorgana). Det vil da danne et billede i horisonten som ser ud som om det svæver over bakken. Lignende luftspejlinger er mest almindelige i polare strøg eller i højtliggende dale og ses gerne om morgenen efter en kold nat.
Normaltilstanden i jordens atmosfæres troposfære er en vertikal temperaturgradient på omkring -1°C per 100 meters højde. Værdien er negativ, fordi det bliver koldere jo højere du kommer. I følge Minnaert må gradienten være mindst 2 °C per meter for at få en luftspejling, og spejlingen bliver ikke kraftig før gradienten når 4 eller 5 °C per meter. Disse forhold kan opstå hvis det er stærk opvarmning på bakkeniveau, for eksempel når solen skinner på asfalt eller sand.
Der hvor temperaturgradient er positiv i atmosfæren, kaldes en temperaturinversion.
Muligvis kan natteluftspejlinger forklare nogle af ufoobservationerne, da fjerntliggende stærk nattebelysning (lysstærke himmellegemer) kan refrakteres af temperaturinversion. F.eks. kan urolig eller ændrende luftspejling forårsage at:
- et "lys" bliver til flere – eller samler sig
- et "lys" ser ud til at race væk med stor hastighed – eller slukkes, tændes
- et "lys" ændrer form – rund, ellipse (cigarformet)... – eller blot er uroligt (hopper eller danser)
- et "lys" skifter farve?

Nogle af observationerne af Den flyvende hollænder kan skyldes forvrængede luftspejlinger; nogle visioner måske også. I sommervarmen i august 1998 optrådte en luftspejling, der fik lokalbefolkningen til at tro, at bjerget Svolværgeita (= Svolværgeden) var ved at rase sammen. Den dramatiske melding blev udsendt på NRK radio, og fjernsynsstationer og avisfolk blev fløjet til Lofoten. Statsmeteorologen kunne berolige folk med, at en lufthildring havde spillet folk et puds, fremkaldt af lysbrydning mellem varm og kold luft, da solen skinnede på en meget varm bjergvæg, så det så ud, som om "gedens" venstre horn lænede sig mod det højre horn. Ansvarlig i Vågan kommune havde sendt en alpin redningsgruppe op i bjerget; alle klatrende på vej opad blev standset; og beredskaben forberedte sig på evakuering af boligerne under bjerget.